# آزات (رود)
رود آزات (به ارمنی: Ազատ գետ) رودی است در کشورهای ارمنستان که در استان کوتایک و استان آرارات جریان دارد که از اسپیتاکاسار سرچشمه می‌گیرد و به رود ارس می‌ریزد. طول آن ۵۵ کیلومتر (۳۴ مایل) و مساحت حوضه آبخیز (دبی) آن ۵۲۶ کیلومتر مربع می‌باشد.

## نگارخانه

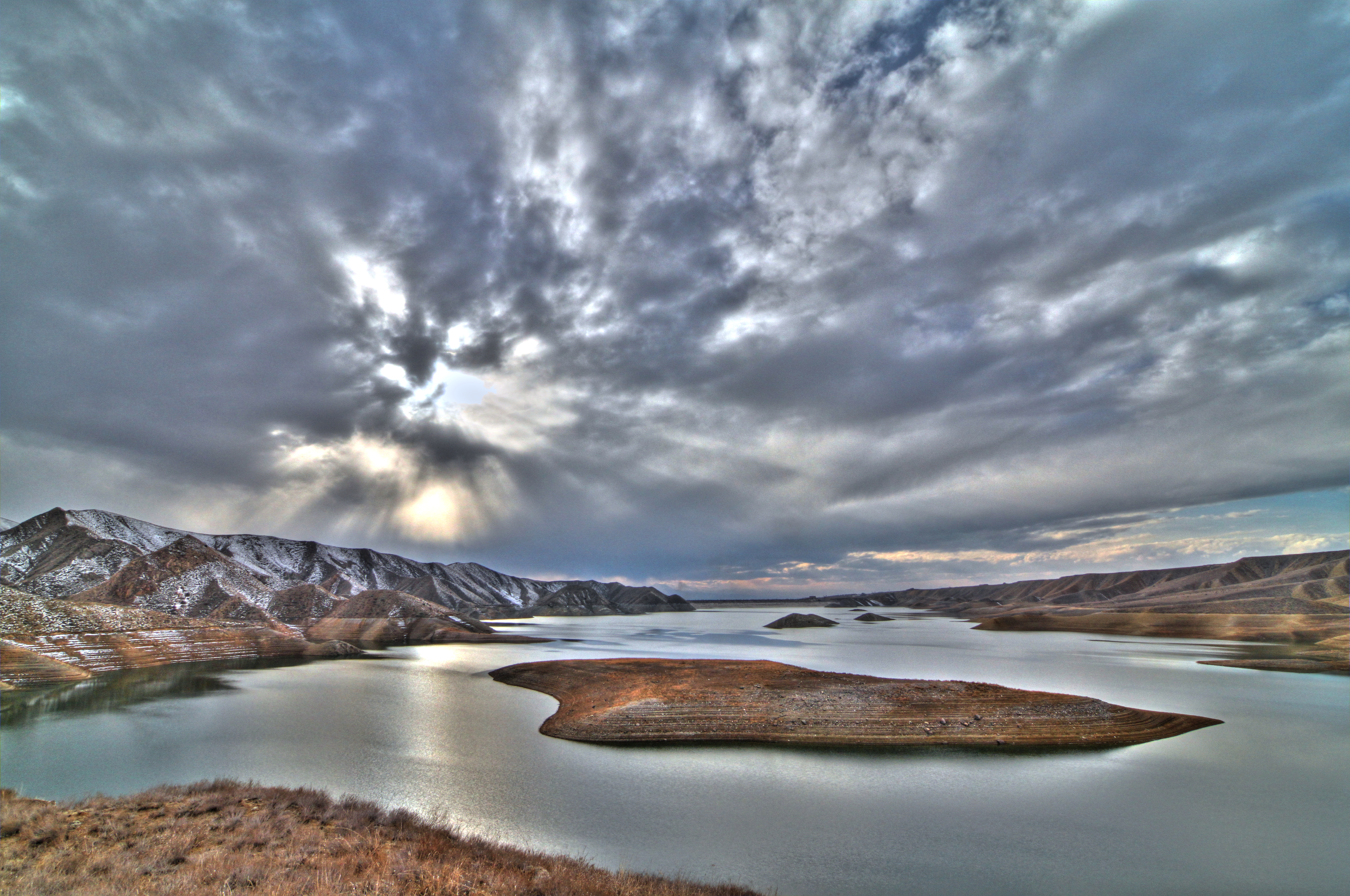
Azat Reservoir
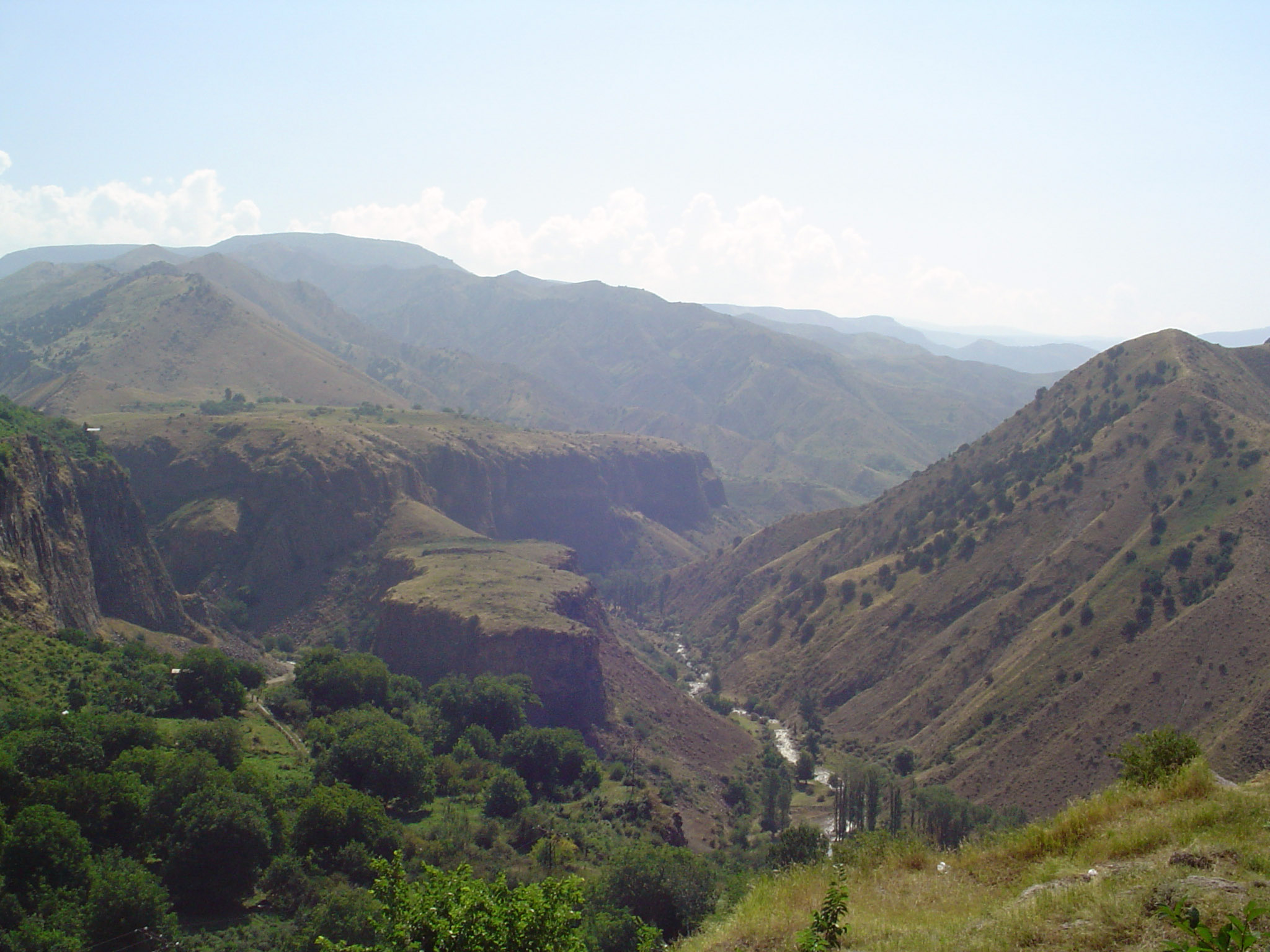
رود آزات در گارنی (روستا)
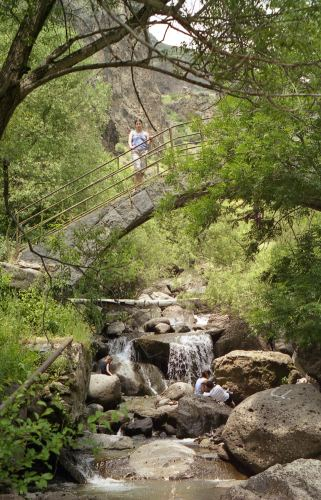
یک پل قدیمی بر روی  رود آزات.
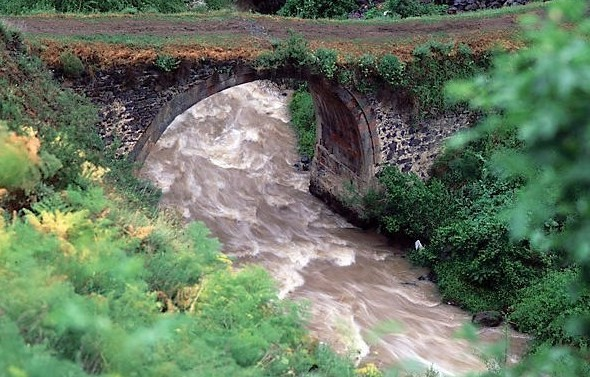
رود آزات از زیر یک پل قدیمی عبور می‌کند.
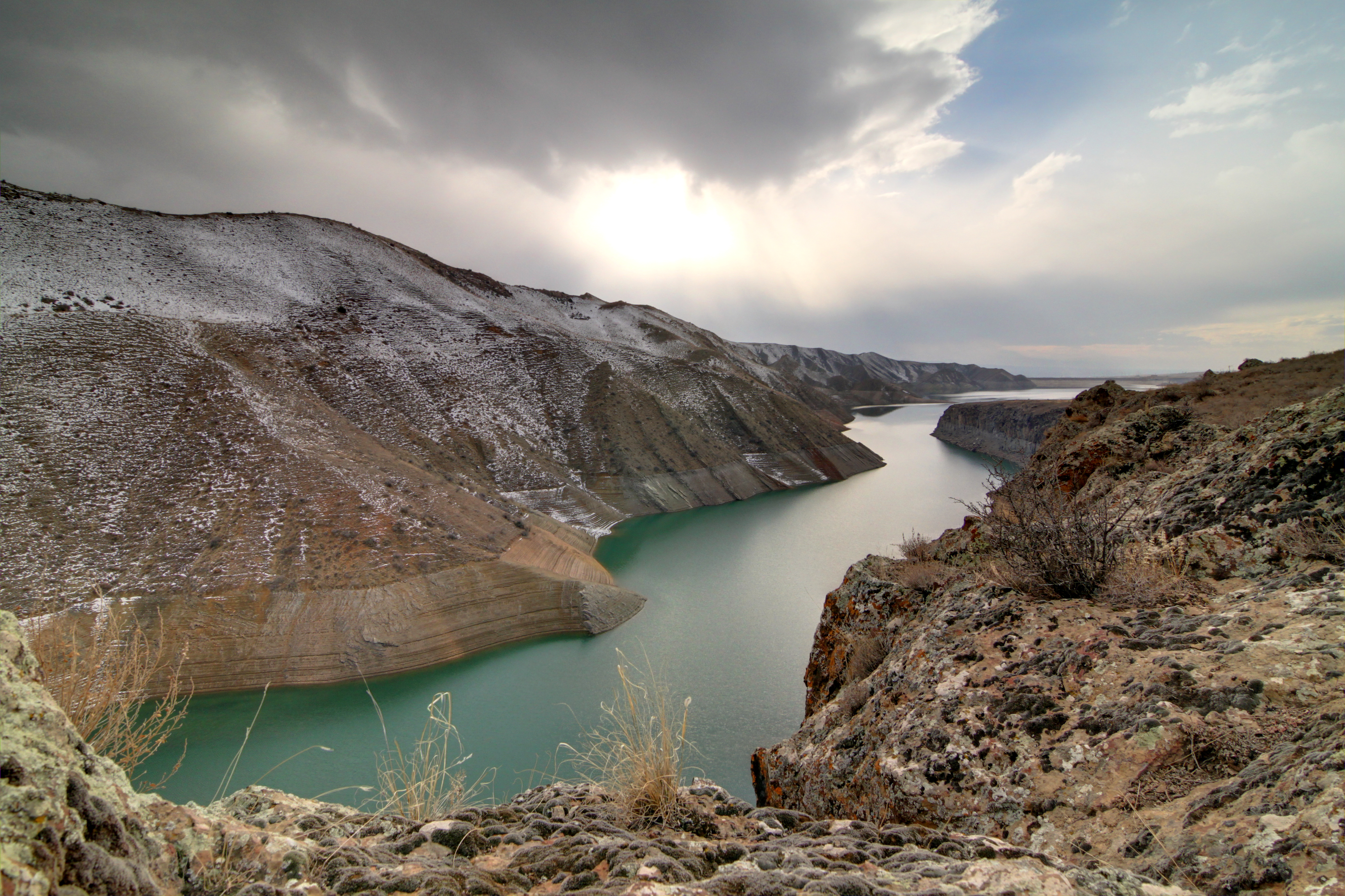
The Azat River feeding into the Azat Reservoir